# Primera Guerra Sikh
La Primera Guerra Sikh o Anglosikh fou un conflicte armat que va enfrontar a l'Estat Sikh de Lahore i la Companyia Britànica de les Índies Orientals amb el Regne Sij pel domini del Panjab. La guerra es va desenvolupar des de l'11 de desembre de 1845 fins al 9 de març de 1846, al voltant de la regió del Panjab. El curs de la guerra va estar marcat per la traïció dels comandants de l'exèrcit sikh. Aquesta va concloure amb el Tractat de Lahore signat el 9 de març de 1846 pel Governador general de l'Índia Sir Henry Hardinge i dos oficials de la Companyia Britànica de les Índies Orientals per la part anglesa i Hazara per la part sikh. En els seus termes el tractat va confiscar trenta-sis canons de campanya, reduïa la mida de l'exèrcit sikh i atorgava el control del Riu Sutlej i del Riu Beas als britànics.

## Context
A Lahore el maharajà Sher Singh va morir el 15 de setembre de 1843. La successió va passar al seu germanastre Dhulip Singh (Dhuleep Singh), nascut el 6 de setembre de 1838. Els atacs sikhs a territori britànic van crear un conflicte i el darbar sikh va decidir la guerra.
L'exèrcit sikh, amb 60.000 homes i 150 canons, va avançar cap a la frontera britànica i van creuar el Sutlej el desembre de 1845. La primera gran batalla es va lliurar a Mudki, i els sikhs foren derrotats amb fortes pèrdues. Tres dies després es va lliurar la batalla de Ferozeshah de resultat dubtós. El 22 de gener de 1846 els sikhs foren derrotats a Aliwal i finalment el 10 de febrer de 1846 es va acabar la guerra amb la conquesta de la fortalesa de Sobraon. L'exèrcit britànic va avançar sense oposició cap a Lahore que fou ocupada el 22 de febrer i els britànics van imposar les seves condicions: la cessió dels territoris entre el Sutlej i el Beas i una indemnització de guerra de milió i mig de lliures esterlines.
Com que el darbar no va poder pagar aquesta quantitat i no podia tampoc garantir-la es va acordar la cessió de tot el territori de muntanya entre el Beas i l'Indus incloent Caixmir i Hazarajat, per valor d'un milió de lliures, i l'altra mig milió fou compensat amb el llicenciament de l'exèrcit sikh i la seva reorganització a petita escala, el reconeixement de la independència de Gulab Singh de Jammu, el dret de lliure pas de les tropes britàniques per territori sikh i l'establiment d'un resident britànic a Lahore on romandria una força britànica fins que es pogués restablir una administració satisfactòria (9 de març de 1846).
Al mateix temps es va fer un tractat amb Gulab Singh de Jammu pel qual els britànics li cedien la sobirania de Caixmir a canvi d'un pagament de tres quarts de milió de lliures. El governador sikh de Caixmir, instigat pel cap de govern de Lahore, Lal Singh, va refusar entregar la província i va resistir amb les armes a la mà. Lal Singh fou deposat i enviat a l'exili a l'Índia Britànica i el desembre de 1846 es va signar un nou tractat pel qual els afers d'estat de Lahore quedaven sota un consell de regència sota la direcció del resident britànic mentre Dhulip Singh fos menor d'edat (tenia aleshores 8 anys).